# Centro Olímpico de Boxeo Peristeri
El Centro Olímpico de Boxeo Peristeri es un recinto deportivo que, durante los Juegos Olímpicos de 2004 celebrados en Atenas (Grecia), acogió la competición de boxeo. Las instalaciones cuentan con un aforo disponible para 8.400 personas (aunque fue reducido a 5.600 para los eventos olímpicos) y se sitúa en Peristeri, un municipio que se encuentra a 5 km al noroeste del área central de la capital griega.